# بالون اختبار
بالون الاختبار (بالإنجليزية: Trial balloon)‏ مصطلح من أصل فرنسي، يُشار به إلى نوع من أنواع استطلاع الآراء بطريقة غير مباشرة عبر بث أخبار أو معلومات تُرسل إلى وسائل الإعلام لقياس ردود الفعل العامة حولها وجس نبض الجمهور. يمكن أن تطلق الشركات بالونات اختبار من خلال بث أخبار بطريقة غير مباشرة عبر الصحافة للحكم على رد فعل العملاء حول منتج جديد أو سياسة جديدة في التسعير أو الإنتاج، ويمكن استخدام بالونات الاختبار من قبل السياسيين الذين يُسربون عمدًا بيانات أو معلومات غالبًا ما تكون حول سياسات جديدة قيد الدراسة، يرغبون في معرفة ردود الفعل الشعبية حولها لإقرارها أو التراجع عنها.
عُرِف المصطلح بداية في الفرنسية «بالمنطاد التجريبي» أو «البالون التجريبي» (بالفرنسية: Ballon d'essai)‏، للإشارة إلى منطاد صغير يُرسل قبل إطلاق ذلك الكبير المأهول لتحديد اتجاه وميل الرياح في السماء، بينما كان الاستخدام المبكر في اللغة الإنجليزية مجازيًا.
يستخدم في المملكة المتحدة وأماكن أخرى، مصطلح «تطيير الطائرة الورقية» أو «إطلاق الطائرة الورقية» (بالإنجليزية: Kite-flying)‏ للإشارة إلى هذا النوع من سياسات الاستطلاع الحكومية التي تقيس ردود الفعل الشعبية.